# Krystian Wiercioch
Krystian Wiercioch – polski urzędnik państwowy, od 2022 zastępca przewodniczącego Komisji Nadzoru Finansowego.

## Życiorys
Absolwent studiów magisterskich na Wydziale Matematyki, Informatyki i Mechaniki Uniwersytetu Warszawskiego, gdzie obronił pracę dyplomową w zakresie zastosowań matematyki w finansach. 
W latach 1999–2002 pracownik Państwowego Urzędu Nadzoru Ubezpieczeniowego, gdzie odpowiadał m.in. za nadzór bieżący nad zakładami ubezpieczeń oraz za wykonywanie zadań kontrolnych w zakresie wyceny rezerw. W latach 2002–2006 pracownik Komisji Nadzoru Ubezpieczeń i Funduszy Emerytalnych, a od 2006 Urzędu Komisji Nadzoru Finansowego (UKNF), gdzie piastował stanowiska kierownicze w obszarze nadzoru nad sektorem ubezpieczeń. W latach 2009–2020 zastępca dyrektora, a następnie dyrektor Departamentu Inspekcji Ubezpieczeniowych. Od 2020 p.o. dyrektora zarządzającego Pionem Nadzoru Ubezpieczeniowego, gdzie nadzorował sprawy sektora ubezpieczeń dot. wypłacalności, oceny ryzyka, licencjonowania i autoryzacji oraz inspekcji. Od 2022 zastępca przewodniczącego KNF.
W latach 2014–2020 przedstawiciel UKNF w International Organisation of Pension Supervisors (IOPS). Od 2021 członek rady nadzorczej Ubezpieczeniowego Funduszu Gwarancyjnego.
Uczestnik licznych szkoleń, kursów i seminariów z zakresu ubezpieczeń i aktuariatu.